# Cirripectes imitator
Cirripectes imitator és una espècie de peix de la família dels blènnids i de l'ordre dels perciformes.

## Morfologia
- Els mascles poden assolir 12 cm de longitud total.[3][4]

## Reproducció
És ovípar.

## Hàbitat
És un peix marí de clima tropical i associat als esculls de corall que viu entre 0-10 m de fondària.

## Distribució geogràfica
Es troba des de Shirahama i les Illes Ogasawara (Japó) fins al nord de les Filipines.